# Thodoros Skylakakis

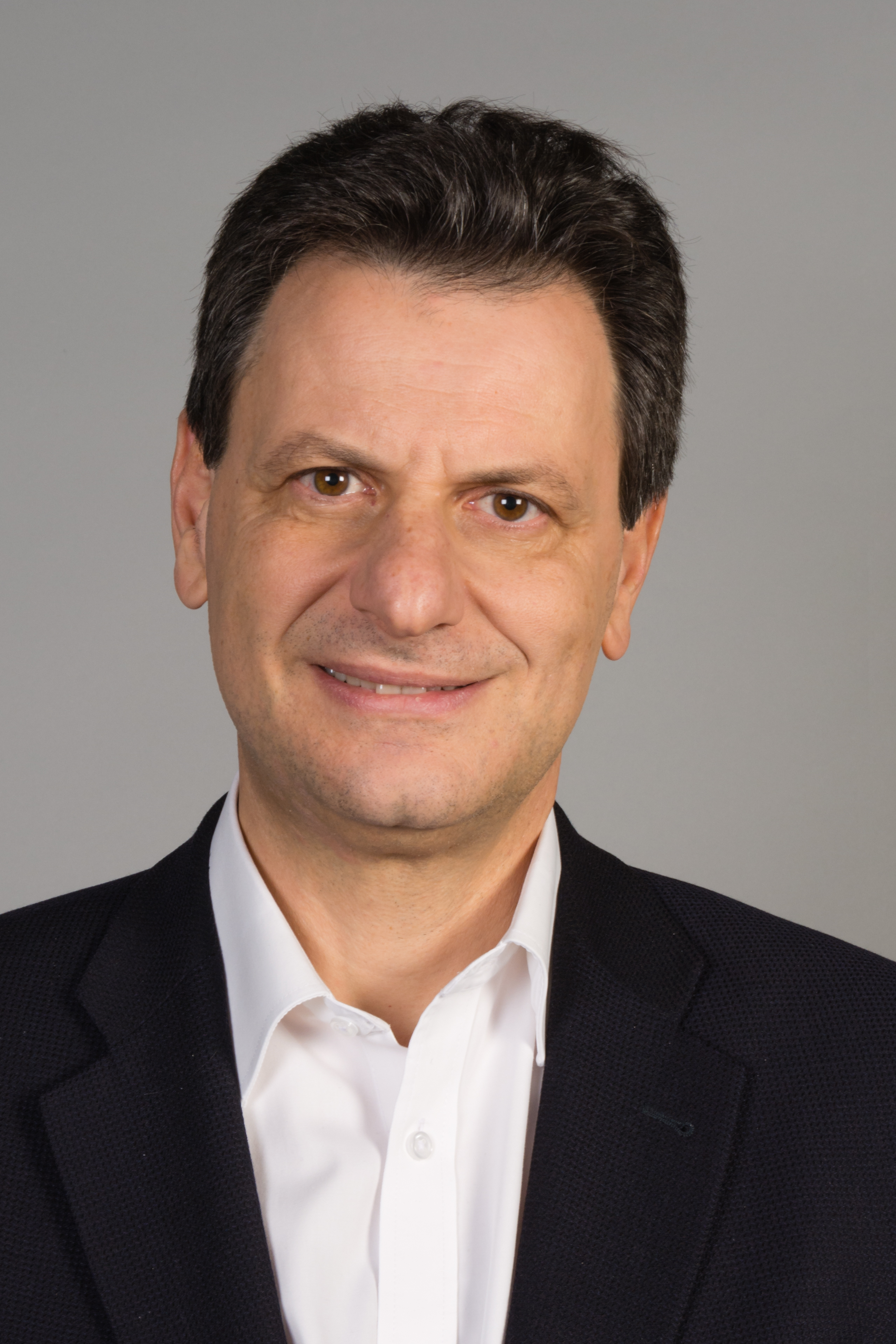
Thodoros Skylakakis 2014

Thodoros Skylakakis (griechisch Θόδωρος Σκυλακάκης, * 18. Oktober 1959 in Athen) ist ein griechischer Politiker und seit Juli 2013 Vorsitzender der liberal-konservativen Partei Drasi. Er war von 2009 bis 2014 Mitglied des Europäischen Parlaments.

## Leben
Thodoros Skylakakis studierte von 1978 bis 1981 Wirtschaftswissenschaften an der Universität Athen und spezialisierte sich anschließend bis 1982 mit einem MBA im Bereich Marketing an der City University London sowie einem Diplom in Marktforschung an der British Market Research Society.
Ab 1985 arbeitete er im Kommunikationssektor, in dem er zwei Unternehmen gründete. Außerdem betätigte er sich politisch für die konservative Partei Nea Dimokratia (ND): 1989 war er als Berater des griechischen Verteidigungsministers Ioannis Varvitsiotis, 1990 bis 1993 des griechischen Ministerpräsidenten Konstantinos Mitsotakis tätig. Außerdem war er bei den griechischen Parlamentswahlen 1989, 1990 und 1993 im Wahlkampfkomitee der ND für politische Planung zuständig. Von 1994 bis 1999 leitete er das Forschungszentrum E31. 1995 veröffentlichte er zudem ein Buch über den Streit um den Namen Mazedonien.
Von 1999 bis 2000 war Skylakakis Generalsekretär der kleinen liberalen Partei O Phileleftheros. 2003 wurde er in den Stadtrat von Athen gewählt, wo er bis 2006 zudem der für Finanzfragen zuständige Vizebürgermeister der Stadt war. Von 2003 bis 2004 war er zudem für die Vorbereitung und Durchführung der Olympischen Spiele von Athen 2004 zuständig. 2006 nahm er eine Tätigkeit im griechischen Außenministerium auf, wo er für internationale Wirtschaftsbeziehungen und Entwicklungszusammenarbeit zuständig war. Außerdem war er Sonderbeauftragter für Klimawandel sowie Vorsitzender des interministeriellen Ausschusses für den Schutz des geistigen Eigentums.
Bei der Europawahl in Griechenland 2009 wurde Skylakakis für die ND in das Europäische Parlament gewählt, wo er sich wie die übrigen ND-Mitglieder der Fraktion der Europäischen Volkspartei (Christdemokraten) anschloss. Außerdem wurde er Mitglied im Haushaltskontrollausschuss sowie im Ausschuss für Umweltfragen, Volksgesundheit und Lebensmittelsicherheit.
Im Zuge der griechischen Finanzkrise kam es 2010 zum Konflikt zwischen Skylakakis und der ND, nachdem diese den von der griechischen Regierung unter Giorgos Papandreou (PASOK) eingeleiteten Sparmaßnahmen die Unterstützung verweigert hatte. Zusammen mit anderen Parteimitgliedern trat Skylakakis daher aus der ND aus und schloss sich der neu gegründeten Partei Dimokratiki Symmachia an. Im Mai 2011 verließ er zudem die EVP-Fraktion im Europäischen Parlament, um sich der liberalen Fraktion ALDE anzuschließen. Im November 2012 schloss er sich der Partei Drasi an, dessen Vorsitzender er im Juli 2013 wurde.
Skylakakis ist verheiratet und hat zwei Töchter.